# Karl Wilhelm Kirchhöfer
 Karl Wilhelm Kirchhöfer (* 3. Februar 1933) ist ein deutscher Kommunalpolitiker (SPD) und ehemaliger Bürgermeister der Stadt Siegen.

## Leben und Politik
Karl Wilhelm Kirchhöfer war seit 1961 bis zur Eingemeindung der selbständigen Gemeinde Bürbach in die Stadt Siegen 1966 Gemeinderatsmitglied und über die gesamte Zeit seiner Zugehörigkeit zum Gemeinderat Bürbach stellvertretender Bürgermeister.
Von 1969 an gehörte Kirchhöfer bis 2004 dem Rat der Stadt Siegen als Mitglied an. Von 1990 bis 1994 und von 1999 bis 2004 war er Vorsitzender der SPD-Fraktion im Siegener Stadtrat.
Vom 4. November 1994 bis 30. September 1999 war Kirchhöfer bis zu der mit der kommunalen Verfassungsreform verbundenen Einführung des hauptamtlichen Bürgermeisters letzter ehrenamtlicher Bürgermeister der Stadt Siegen.

## Auszeichnungen
Karl Wilhelm Kirchhöfer erhielt 2008 das Ehrensiegel der Stadt Siegen für sein kommunalpolitisches Engagement. Das Bundesverdienstkreuz am Bande des Verdienstordens wurde ihm 1981 verliehen, 2004 erhielt er das Bundesverdienstkreuz 1. Klasse.